# Alfred Messel

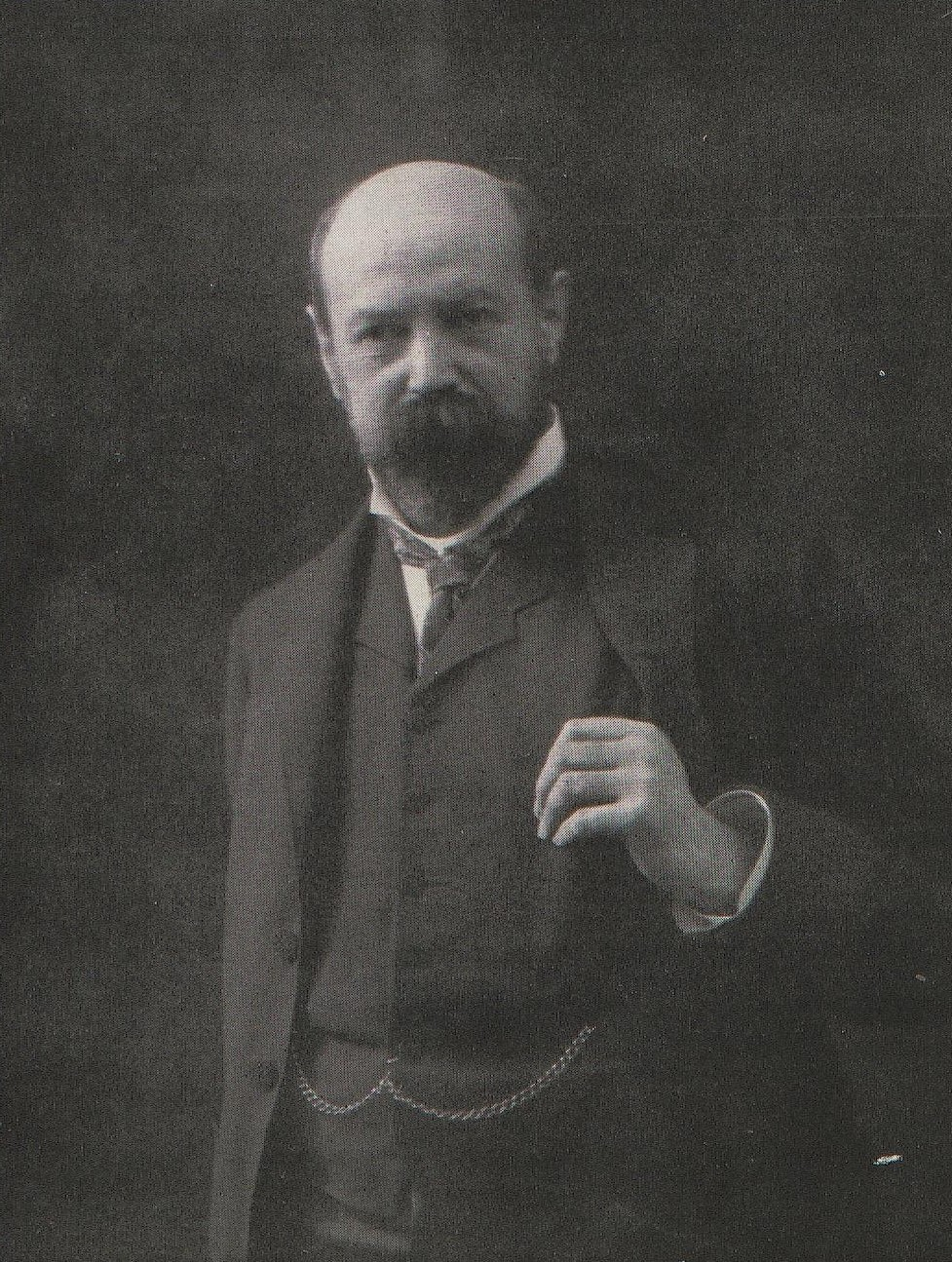
Porträt Messels (um 1900)

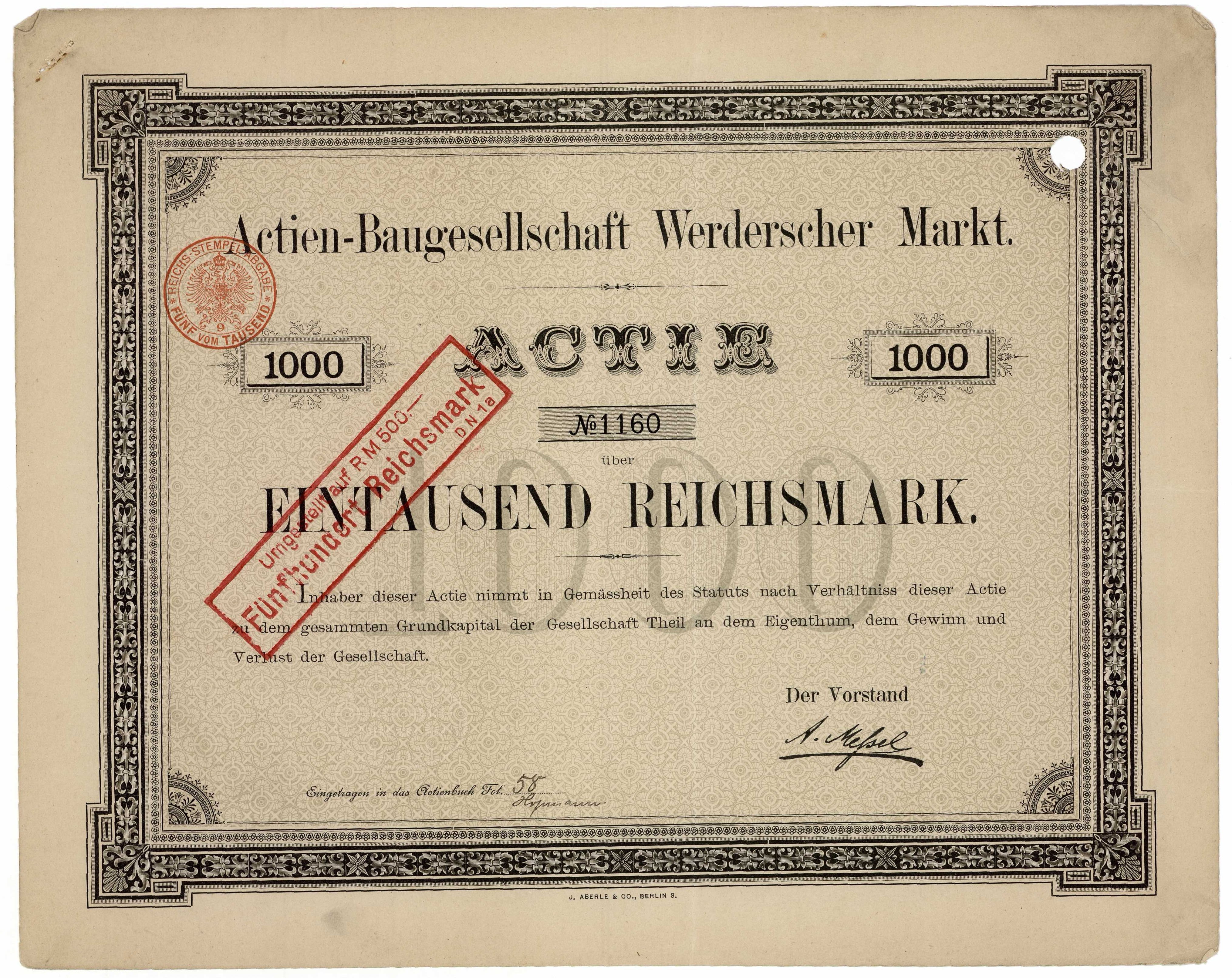
Aktie über 1000 RM der Actien-Baugesellschaft Werderscher Markt von 1886, mit Unterschrift vom Vorstand Alfred Messel

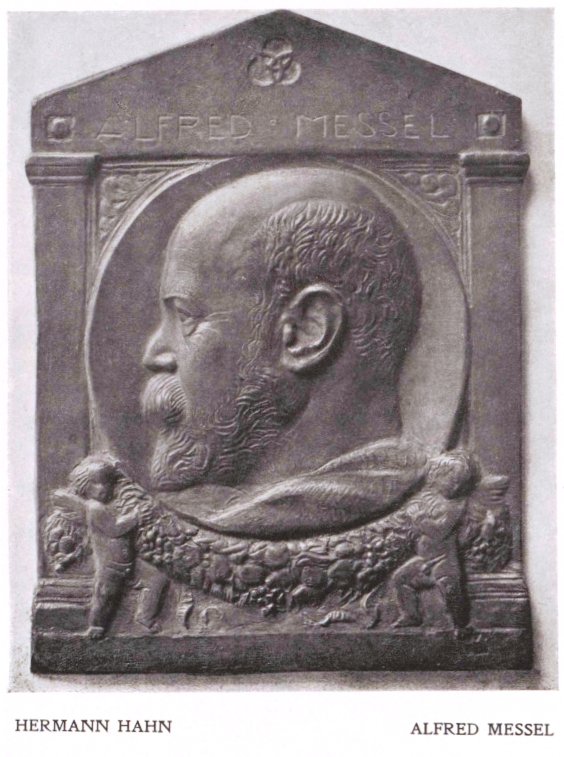
Gedenktafel für Alfred Messel von Hermann Hahn

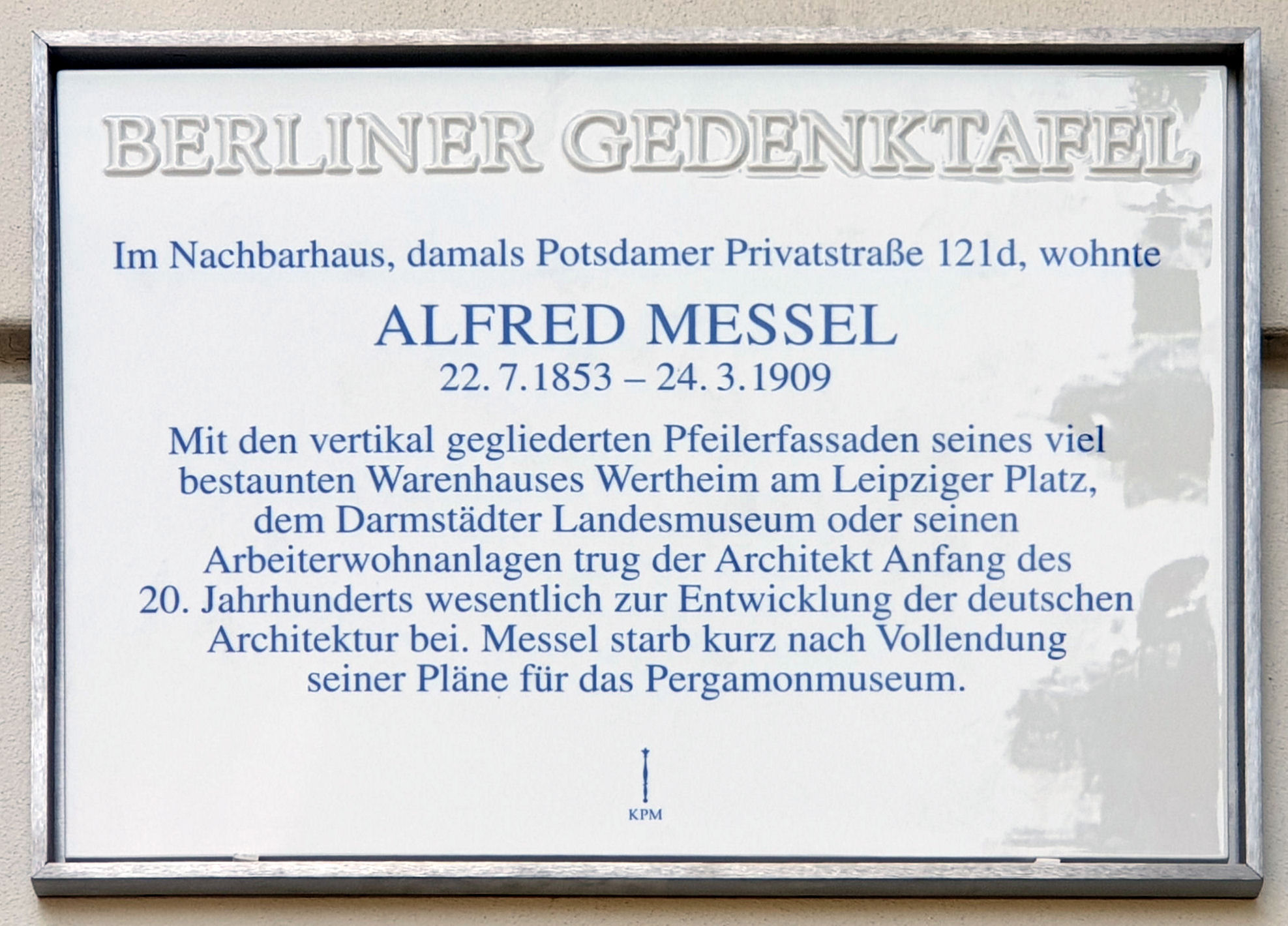
Berliner Gedenktafel am Haus, Bissingzeile 11, in Berlin-Tiergarten

Alfred Messel (* 22. Juli 1853 in Darmstadt; † 24. März 1909 in Berlin) war ein deutscher Architekt, der gleichermaßen mit großbürgerlichen Villen und Kleinwohnungsbauten Beachtung fand. Als besonders vorbildhaft und stilprägend galten seine Warenhaus-Bauten. Sein Gegenentwurf zu den Mietskasernen waren ästhetisch und hygienisch anspruchsvolle Wohnanlagen mit bezahlbaren Wohnungen und Gemeinschaftseinrichtungen für Arbeiter und Angestellte. Die Wohnanlage an der Proskauer Straße in Berlin-Friedrichshain wurde auf der Pariser Weltausstellung im Jahr 1900 mit einer Goldmedaille ausgezeichnet. Das Pergamonmuseum in Berlin plante Messel, konnte es jedoch wegen seines frühen Todes nicht selbst bauen. Sein Freund Ludwig Hoffmann erbaute es von 1910 bis 1930. Der zeichnerische Büronachlass wird im Architekturmuseum der Technischen Universität Berlin verwahrt.

## Leben und Werk
Alfred Messel wurde am 22. Juli 1853 als dritter Sohn des Bankiers Simon Benjamin Messel (1817–1859) und seiner Ehefrau Emilie Lindheim (1825–1889) in Darmstadt geboren. Die Familie besaß dort das angesehenes Bankhaus „Aron Messel & Co.“ (gegründet 1816 von Alfred Messels Großvater Aron Löw Messel, 1784–1848). Nach dem frühzeitigen Tod des Vater und dem damit verbundenen Übergang der Bank in den Besitz eines angeheirateten Onkels (Hofrat Ferdinand Sander, 1829–1909), wanderten Alfreds beiden älteren Brüder Ludwig Messel (1847–1915) und Rudolph Messel (1848–1920) 1865 nach Großbritannien aus. Ludwig Messel gründete 1873 in London den Börsenmakler „L. Messel & Co.“ (1986 von der US-Investmentbank „Lehman Brothers“ übernommen). Rudolph Messel wurde Mitinhaber des britischen Chemieunternehmens „Chapman, Messel and Co.“ (London). Abkömmlinge des britischen Familienzweiges waren Oliver Messel (1904–1978) und Lord Snowdon (1930–2017).
Bereits seit seiner Kindheit war Alfred Messel mit dem späteren Stadtbaudirektor von Berlin Ludwig Hoffmann befreundet. 1872 legte er am Ludwig-Georgs-Gymnasium in Darmstadt sein Abitur ab; danach leistete er als Einjährig-Freiwilliger beim 1. Großherzoglich Hessischen Leibgarde-Infanterie-Regiment Militärdienst. Ab 1873 studierte er zusammen mit Ludwig Hoffmann an der Kunstakademie in Kassel; 1874 bis 1878 studierte er an der Berliner Bauakademie Architektur vor allem bei Heinrich Strack. Danach war er als Regierungsbauführer (Referendar) beim Neubau der Oberpostdirektion an der Spandauer Straße in Berlin von Carl Schwatlo beschäftigt, bevor er sich erfolgreich der zweiten Staatsprüfung zum Regierungsbaumeister (Assessor) unterzog. 1879 wurde Messel Mitglied des Berliner Architektenvereins und 1881 gewann er mit seinen Entwürfen für ein Ausstellungsgelände auf dem Tempelhofer Feld den Schinkelpreis.
In den folgenden beiden Jahren unternahm er größere Reisen nach Frankreich, Spanien, Italien und Großbritannien und arbeitete als Assistent an der neu gegründeten Technischen Hochschule (Berlin-)Charlottenburg. 1886 ließ er sich aus dem Staatsdienst beurlauben und war von nun an vor allen Dingen als Privatarchitekt tätig. Für sein erstes verwirklichtes Gebäude – die Werderhäuser am Werderschen Markt in Berlin – wurden zuvor die Gentzsche Münze wie auch das Fürstenhaus abgerissen. Immerhin ließ er zuvor einige bauliche Details abzeichnen und publizierte diese 1888 in der Zeitschrift für Bauwesen.
Am 1. Februar 1893 heiratete er Elsa Altmann und im November desselben Jahres kam ihr erstes Kind Ena zur Welt.
Im Februar 1894 wurde er als Professor an die Unterrichtsanstalt des Kunstgewerbemuseums Berlin berufen, dieses Lehramt gab er aber bereits 1896 wieder auf. Seit 1894 arbeitete er freiberuflich in einem gemeinsam mit Martin Altgelt betriebenen Architekturbüro.
Ab 1893 arbeitete er mit dem Warenhaus-Konzern Wertheim zusammen, und 1894 konnte das erste Warenhaus französischen Bautyps auf deutschem Boden an der Oranienstraße in Berlin eröffnet werden. 1896 wurde sein Sohn Ludwig Leonhard geboren, der im Ersten Weltkrieg fiel. Ebenfalls 1896 erhielt er auf der Internationalen Kunstausstellung in Berlin eine kleine Goldmedaille. Mit der Eröffnung des ersten Bauabschnitts des Wertheim-Warenhauses an der Leipziger Straße am 15. November 1897 begann Messels Aufstieg zu einem der prominentesten deutschen Architekten seiner Zeit. Er verließ die strengen Bahnen historistischer Architektur und fand mit der vertikal gegliederten Pfeilerfassade eine der inneren Nutzung entsprechende Front. Vor allem dadurch wurde das Wertheimhaus zu einer Inkunabel moderner Architektur.
1899 konvertierte Messel vom Judentum zum Protestantismus und am 17. Mai desselben Jahres erhielt er den preußischen Roten Adlerorden IV. Klasse, was ihn zu der Bemerkung veranlasste, dass er sich von nun an wirklich viertklassig fühlen dürfe. Im gleichen Jahr wurde seine jüngste Tochter Irene geboren, die 1992 in London verstarb. Im Jahr 1900 löste er die Zusammenarbeit mit Martin Altgelt. Ab 1902 machte sich eine Herzschwäche bei ihm bemerkbar, die ihn in den folgenden Jahren zu längeren Kuraufenthalten zwang.
Von 1903 bis 1906 war er mit der zweiten Erweiterung des Wertheim-Warenhauses an der Leipziger Straße und am Leipziger Platz beschäftigt. Vor allen Dingen der Eckpavillon erstaunte die Architekturkritik, denn im Unterschied zum ersten Bauabschnitt versuchte Messel an dieser städtebaulich dominanten Stelle, den Eingang in die Leipziger Straße durch eine historisierendere Fassadengliederung zu betonen. Freilich waren seiner Gotikauffassung keine historischen Vorbilder zuzurechnen. Kritisiert wurde vor allem der reiche figurative Schmuck, der Messel jedoch selbst befremdete. Einer der größten Kritiker des Eckpavillons war das preußische Ministerium der öffentlichen Arbeiten, das Einspruch gegen die – nach seiner Ansicht – überdimensionierte Dachfläche anmeldete. Aus diesem Grund fügte Messel kleinere provisorische Giebelchen ein, die aber schließlich doch abgenommen werden konnten. 1904 wurde Messel Mitglied der Preußischen Akademie der Künste in Berlin. 1906 erhielt er die Ehrendoktorwürde (Dr.-Ing. E. h.) der Technischen Hochschule Darmstadt.
Als im Februar 1906 Julius Carl Raschdorffs Berliner Dom eröffnet wurde, wurde diesem Bau der Wertheim-Eckpavillon als positives Beispiel entgegengehalten. In diese Debatte mischte sich angeblich auch Kaiser Wilhelm II. mit einer negativen Bemerkung zu Wertheim ein. Diese entpuppte sich am selben Tag als Pressefinte der Zeitung Münchner Allgemeine Nachrichten, aber Messel zweifelte ernsthaft am Fortbestand seines Architekturateliers in Berlin und überlegte einen Umzug in seine alte Heimat Darmstadt. Danach überschlugen sich die Ereignisse, denn Anfang 1907 wurde er offiziell zum Architekten der Königlich Preußischen Museen ernannt und beschäftigte sich überwiegend bis zu seinem Tod mit der Planung eines Neubaus für das Deutsche Museum, das Pergamonmuseum und das Vorderasiatische Museum in Berlin. Der Kaiser verließ sich vollkommen auf das Urteil Messels, was dieser aber wegen seiner krankheitsbedingten häufigen Abwesenheit nur selten ausnutzen konnte.

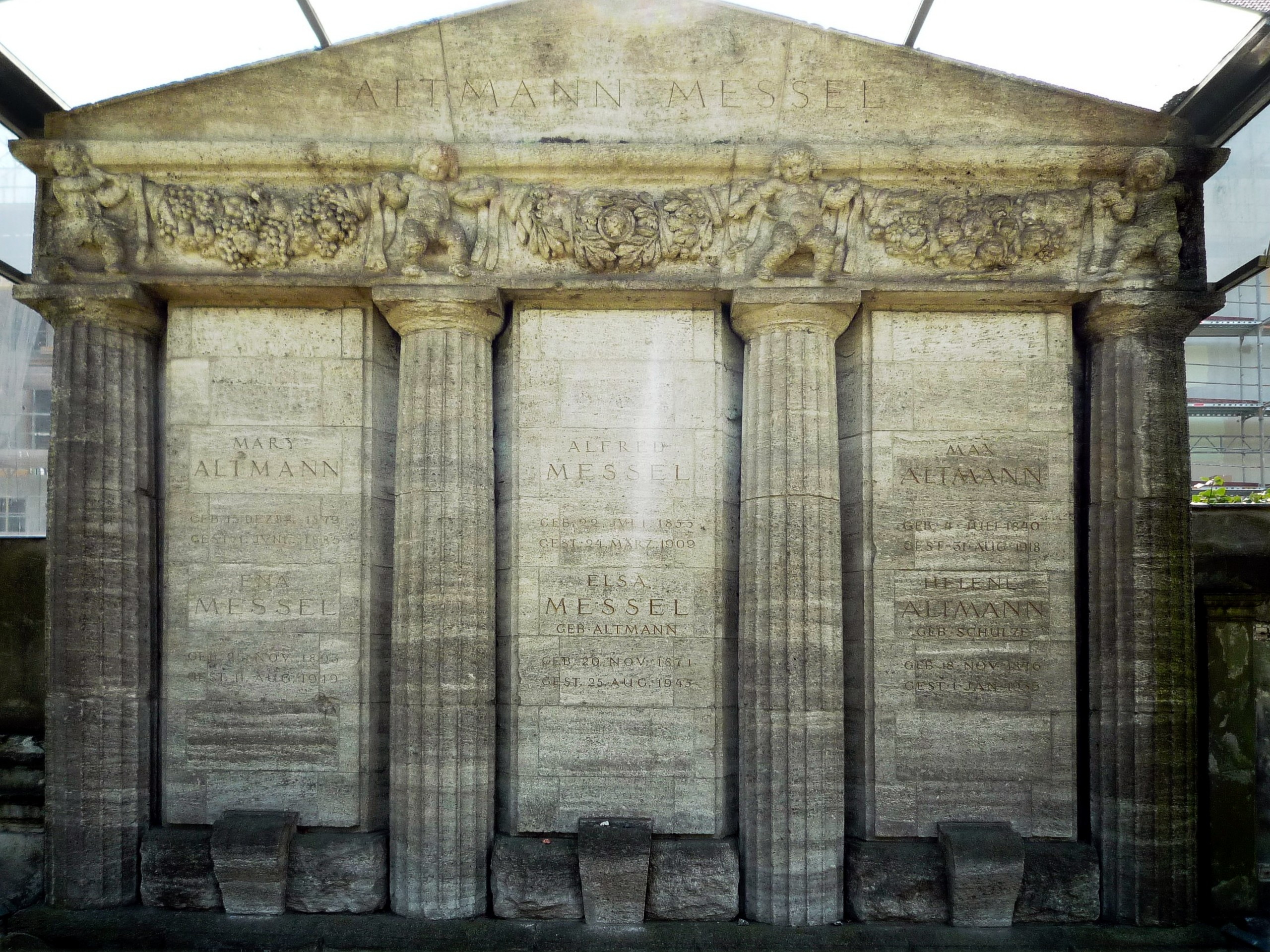
Familiengrab Altmann/Messel auf dem Alten St.-Matthäus-Kirchhof in Berlin-Schöneberg

Alfred Messel starb 1909 im Alter von 55 Jahren in Berlin und wurde auf dem St.-Matthäus-Kirchhof in Schöneberg bestattet. Das erhaltene, beachtenswerte dreiachsige Wandgrab aus Muschelkalk zeigt dorische Stilelemente, greift aber gleichwohl moderne architektonische Prinzipien auf, denen Messel selbst verpflichtet war. Der Entwurf stammt wahrscheinlich von einem seiner Schüler, namentlich Paul Baumgarten oder Eugen Schmohl. Für die Errichtung zeichnete Baumgarten verantwortlich; den figürlichen Schmuck schuf Ignatius Taschner. Auch Messels Witwe Elsa geb. Altmann (1871–1945) sowie weitere Mitglieder der Familien Messel und Altmann wurden hier beigesetzt. Messels Grab ist seit 1958 als Berliner Ehrengrab gewidmet.
Da Messel jüdischer Abstammung war, wurden nach ihm benannte Straßen während der Zeit des Nationalsozialismus umbenannt (Beispiel: Siedlung Praunheim in Frankfurt am Main, Messelstraße in Berlin-Dahlem).

## Bauten

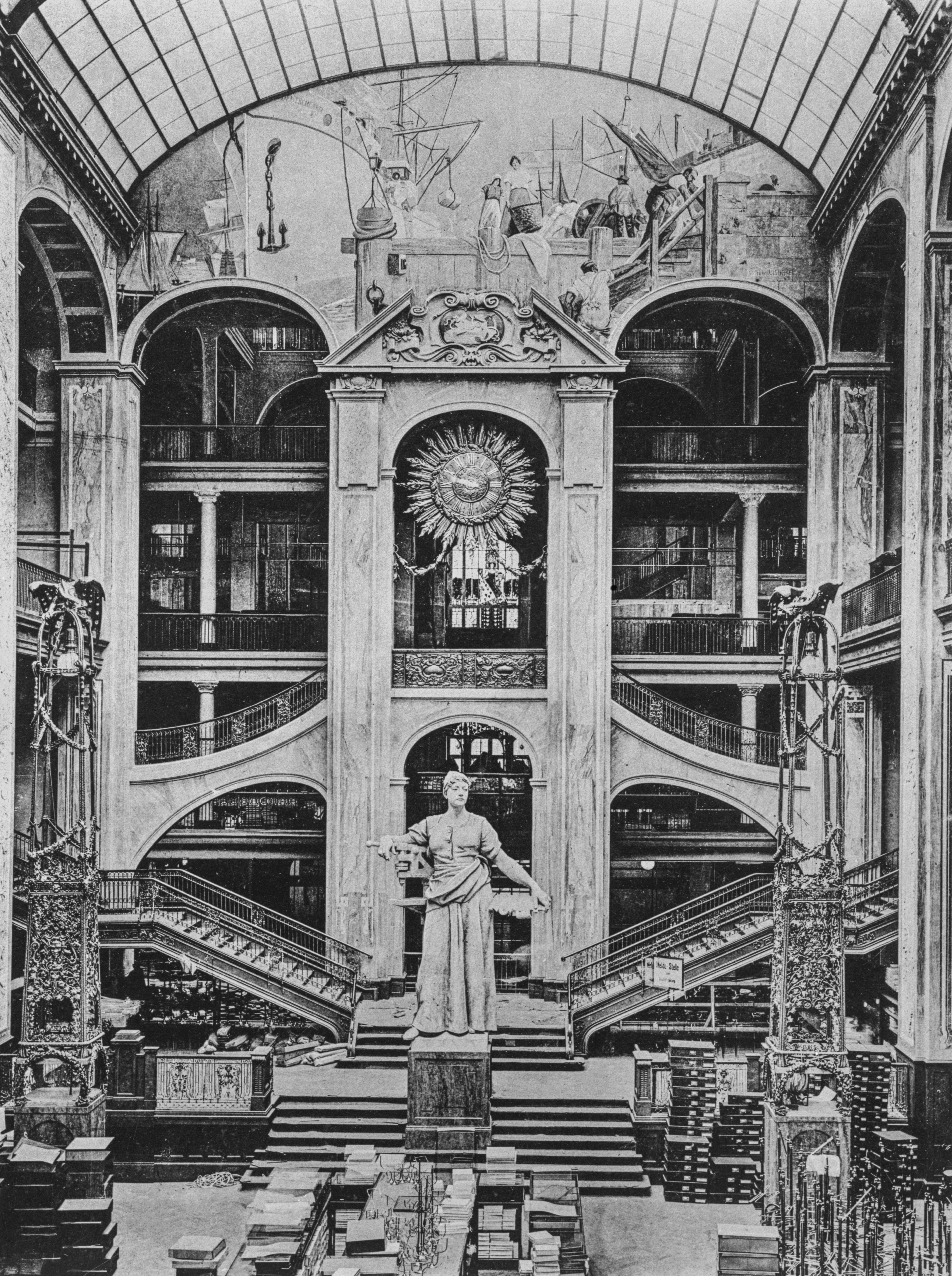
Die zentrale Verkaufshalle

### Warenhaus Wertheim, Leipziger Straße
Als Hauptwerk Messels gilt das Warenhaus Wertheim an der Leipziger Straße (bzw. am Leipziger Platz) in Berlin, das er zwischen 1896 und 1906 in mehreren, unterschiedlich gestalteten Bauabschnitten für die A. Wertheim GmbH ausführte. 1893 kam es zur fruchtbaren Zusammenarbeit zwischen Messel und der Familie Wertheim. Während Messel deren erstes Verkaufshaus an der Oranienstraße in Berlin noch fest an den französischen Bautypus des Warenhauses anlehnte, folgte er beim zweiten an der Leipziger Straße 132/133 anderen Gestaltungsprinzipien. Anstelle einer horizontal gegliederten Hausfront spannte Messel breite Glasbahnen zwischen schmale, gotisierende, vertikale Pfeiler, die vom Sockel bis zum Dach ununterbrochen durchliefen und die eiserne Innenkonstruktion des Hauses sichtbar zum Ausdruck brachten. Darüber erhob sich ein mit grün glasierten Dachpfannen gedecktes mächtiges Mansarddach.
Bereits die Baustelle sorgte mit ihrer nächtlichen elektrischen Beleuchtung und ihrem Stahlgerüst für einiges Aufsehen, und als das Haus am 15. November 1897 eröffnete, kam es zu einem Verkehrschaos auf der Leipziger Straße. Nachdem man das zweigeschossige Vestibül durchschritten hatte, stand man in einem 22 Meter hohen und 450 m² Grundfläche umfassenden rechteckigen Lichthof. An der gegenüberliegenden Schmalwand führte eine repräsentative Treppe in die oberen Verkaufsetagen. Auf ihrem Absatz stand eine ca. 6 Meter hohe Plastik der Arbeit von Ludwig Manzel. Die oberen Wandflächen der Schmalseiten schmückten monumentale Fresken eines antiken Hafens von Max Koch und eines modernen Hafens von Fritz Gehrke. Die ungeheure Wirkung, die das neue Warenhaus auf die Bevölkerung und Architekturkenner gleichermaßen hatte, lässt sich anhand zahlreicher Zeitungsartikel, Zeitschriftenbeiträge und Äußerungen namhafter Architekten und deren Kritikern belegen (Peter Behrens, Henry van de Velde, August Endell, Bruno Taut, Ludwig Mies van der Rohe, Hermann Muthesius, Karl Scheffler, Walter Curt Behrendt, Fritz Stahl, Alfred Lichtwark, Wiener, Heinrich Schliepmann u. v. a.). Sie alle lobten die vertikale, nüchterne und sachliche Fassadengliederung, die den Zweck der inneren Nutzung auch am Außenbau ablesen lasse.
1899/1900 kam es zur ersten Erweiterung an der Leipziger Straße 134/135 sowie an der Voßstraße 31/32. Während sich Messel an der Leipziger Straße streng an die Vorgaben seiner bereits zuvor erbauten Warenhausfassade hielt und den Eingangsrisalit noch einmal kopierte, hatte er sich an der Voßstraße an die Vorgaben der Baupolizei zu halten. Bei der Voßstraße handelte es sich um eine repräsentativere Wohnstraße mit spätklassizistischen oder neubarocken Palaisbauten. Folglich versteckte Messel hier seine Verkaufsetagen hinter einer gotisierenden Fassade flandrischer Prägung. 1903/1905 erfolgte eine erneute Erweiterung, die in dem berühmten Eckpavillon am Leipziger Platz gipfelte. Die Verblüffung unter den Architekturkennern war perfekt: Anstelle der strengen Pfeiler-Glasfassade war eine stark gotisierende, kleinteilige und skulpturengeschmückte Fassadenstruktur getreten, die sich auch im Baumaterial deutlich vom gelblichen Granit des Ursprungshauses absetzte. Messel setzte hier zum ersten Mal in Berlin den fleckigen fränkischen Muschelkalk ein. Trotz der historisierenden Erscheinung dieses Bauteils, mit seiner noch stärkeren Anlehnungen an gotische Architektur, hatte Messel den Pavillon mit einem unvermittelt darauf aufsitzenden schwarz eingefärbten Mansarddach abgeschlossen.
Im Inneren war als Hauptraum ein weiterer Lichthof mit einer Grundfläche von 750 m² entstanden (Marmorlichthof). Dieser war mit verschiedenfarbigen Marmorinkrustationen überzogen und von zwei monumentalen Brücken überspannt. In den ersten Stock führten zwei spiegelbildliche Treppen mit vergoldeten Leuchtern und offene, mit Gitterwerk versehene Aufzüge.
In den Jahren 1911 bis 1912 wurde ein Erweiterungsbau auf dem Grundstück Leipziger Straße 126–130 durch Heinrich Schweitzer errichtet. Von 1926 bis 1927 folgten die Erweiterungsbauten Leipziger Platz 13, Voßstraße 24/25 und Leipziger Straße 131 nach Entwürfen von Eugen Schmohl und Paul Kolb. Mit diesen Erweiterungen hatte das gesamte Warenhaus eine Nutzfläche von 106.000 m² bei einer Fassadenlänge an der Leipziger Straße von 243 m. Am 13. Oktober 1930, dem Tag der konstituierenden Sitzung des Reichstags, wurde das Haus Ziel von antisemitischen Krawallen in der Leipziger Straße. Nach 1933 wurde das Unternehmen schrittweise arisiert und schließlich 1938 in AWAG (Allgemeine Warenhaus-AG) umbenannt.
Der gesamte Komplex wurde im Zweiten Weltkrieg schwer beschädigt. Im März 1943 explodierten drei Sprengbomben, das endgültige Ende brachte ein im Januar 1945 durch Phosphorbomben ausgelöster Brand. Die Ruinen wurden erst um 1955/1956 zur Schaffung eines freien Grenzstreifens an der Sektorengrenze abgeräumt.
Ludwig Hoffmann war einer der Architekten, die sich durch diesen Warenhausbau inspirieren ließen, beispielsweise beim Bau der Höheren Webschule am Warschauer Platz (1910–1914) und der heutigen Ludwig-Hoffmann-Grundschule (1906–1908) in Berlin-Friedrichshain.

### Wohnanlagen
Schon 1890 veröffentlichte Messel Vorschläge und Entwürfe für bessere Arbeiter-Miethäuser. Er war von 1893 bis 1898 Vorstandsmitglied des Berliner Spar- und Bauvereins (BSBV) und von 1899 bis 1909 im Aufsichtsrat des BSBV.
1894/1895 entstand sein erster Reformwohnungsbau für den BSBV, das fünfstöckige Haus Sickingenstraße 7/8 mit Neorenaissancefassade. Jens Sethmann hält dazu fest:

„80 Wohnungen, die – anders als in den üblichen Mietskasernen – keine Qualitätsunterschiede aufweisen: Die Wohnungen in der Bel Etage im Vorderhaus sind genauso gut wie die im vierten Stock des Quergebäudes. Die erlaubte Grundstücksbebauung wurde nur zur Hälfte genutzt. Im Hof gab es sogar einen Spielplatz – in jedem anderen Berliner Mietshaus war das Spielen im Hof streng verboten.“

Für diese Genossenschaft errichtete er 1896–1898 die Wohnanlage Proskauer Straße 14-17, Schreinerstraße 63/64 und Bänschstraße 25–30 in fünfstöckiger Blockrandbebauung ohne Seitenflügel und Quergebäude im Landhausstil mit Elementen der Renaissancearchitektur. Alle 12 Häuser hatten eigene Treppenaufgänge. Die 125 Wohnungen, größtenteils aus Stube, Kammer und Küche bestehend, verfügten jede über einen eigenen Flur, über Speisekammer und Toilette. Sie konnten quergelüftet werden. Auf dem großen Innenhof befanden sich ein Spielplatz, ein Garten und ein Gartenhaus mit genossenschaftlichem Versammlungsraum, einer Lesehalle, einem Kindergarten und einem Backraum für die Genossenschaftsbäckerei „Volksbrot“. Es gab elf Läden und in den Eckhäusern je ein Genossenschafts-Wirtshaus. Messel hatte bei der Konzipierung seiner Wohnanlagen auch die Förderung von Bildung und Kultur und des Gemeinschaftsgeistes im Blick.
Ein weiteres frühes Beispiel dieses Reformwohnungsbaus ist die Wohnanlage Weisbachstraße 1-8, Kochhannstraße 13-15, Ebertystraße 11/12 und Ebelingstraße 12-14. Hier wurden die Gemeinschaftseinrichtungen durch ein Badehaus auf dem Hof ergänzt.

### Weitere Bauten

#### Vollständig oder teilweise erhalten
- 1882–1883: Erbbegräbnis Frenkel, Jüdischer Friedhof Berlin-Weißensee
- 1889: Retorten- und Kesselhaus der „Englischen Gasanstalt“ am heutigen Gasometer, Berlin-Schöneberg
- 1889–1891: Gebäude der Volks-Kaffee- und Speisehallen-Gesellschaft, Berlin, Neue Schönhauser Straße 13
- 1891–1893: Wohnhäuser am Kurfürstendamm in Berlin-Charlottenburg (teilweise erhalten)
- 1891–1892: Gebäude der Volks-Kaffee- und Speisehallen-Gesellschaft, Berlin-Mitte, Chausseestraße 105
- 1893–1895: Wohnanlage für den Berliner Spar- und Bauverein eGmbH, Berlin-Moabit, Sickingenstraße 7/8
- 1895–1897: Gewerbehof Alexandrinenstraße, Berlin-Kreuzberg
- 1897: Schloss Schönrade, Schönrade (Neumark; heute Tuczno (Strzelce Krajeńskie), Polen)
- 1897–1898: Wohnanlage für den Berliner Spar- und Bauverein eGmbH, Berlin-Friedrichshain, Schreinerstraße 63/64 / Proskauer Straße 15-17 / Bänschstraße 26/28/30 (verändert)
- 1892–1906: Großherzoglich Hessisches Landesmuseum, Darmstadt, Zeughausstraße 1
- 1897–1898: Villa Wilhelm Wertheim, Berlin-Grunewald (gemeinsam mit Martin Altgelt, mit Veränderungen erhalten)
- 1899–1900: Direktionsgebäude in Leopoldshall (heute Rathaus)
- 1899–1900: Wohnanlage für den Berliner Spar- und Bauverein eGmbH, Berlin-Prenzlauer Berg, Stargarder Straße 3/3a/4/5 / Greifenhagener Straße 56/57 (verändert)
- 1897–1900: Bankgebäude der Berliner Handels-Gesellschaft, Berlin-Mitte, Behrenstraße 32/33 (auch Erweiterung bis 1908)
- 1899–1906 (in mehreren Bauabschnitten): Wohnanlage für den Verein zur Verbesserung der kleinen Wohnungen in Berlin e. V., Berlin-Friedrichshain, Weisbachstraße / Kochhannstraße / Ebertystraße / Ebelingstraße (teilweise erhalten)
- 1901–1902: Gebäude für den Lette-Verein zur Förderung höherer Bildung und Erwerbstätigkeit des weiblichen Geschlechts, Berlin-Schöneberg, Viktoria-Luise-Platz 6
- 1901–1902: Landhaus für den Verleger Ferdinand Springer, Berlin-Wannsee, Am Großen Wannsee 39/41
- 1901–1902: Wohnhaus für Friedrich Back, Darmstadt, Jahnstraße 106 (stark verändert)
- 1903–1904: Grabmal für Louis Simon, Jüdischer Friedhof Schönhauser Allee, Berlin-Prenzlauer Berg (verwahrlost erhalten)
- 1903–1904: Verwaltungsgebäude der Landesversicherungsanstalt, Berlin-Mitte, Am Köllnischen Park 2a/3 (um 1995 restauriert)
- 1903–1906: Warenhaus Wertheim, Berlin-Mitte, Rosenthaler Straße 27–31 / Sophienstraße 12–15 (teilweise erhalten)
- 1904: Grabmal der Familie Rathenau, Waldfriedhof Oberschöneweide, Berlin-Oberschöneweide
- 1905–1906: Rathaus, Ballenstedt (Harz)
- 1906: Villa für Wolf Wertheim, Berlin-Kladow[12]
- Entwurf 1906/1908, Ausführung 1909–1930: Pergamonmuseum auf der Museumsinsel, Berlin-Mitte (ausgeführt durch Ludwig Hoffmann)
- 1907–1909: Säuglingsklinik „Kaiserin-Auguste-Victoria-Haus“, Berlin-Charlottenburg, Heubnerweg 6/10 (heute ESCP Europe Wirtschaftshochschule Berlin)
- 1907–1908: Landhaus Oppenheim für Franz und Margarete Oppenheim, Berlin-Wannsee
- 1908: Villa Ostermann, Darmstadt, Eugen-Bracht-Weg 6 (später Sitz von Hessen Design e. V.)
- 1908: Wohnhaus für Franz Wertheim, Berlin-Grunewald, Richard-Strauß-Straße 16-18

#### Nicht erhalten
- 1886–1888: Geschäftshaus „Werderhaus“, Berlin-Mitte, Werderscher Markt 10
- 1891–1893: Wohnhäuser Berlin-Tiergarten, Lessingstraße
- 1892–1893: Wohnhaus Paul Meyerheim, Berlin-Tiergarten
- 1892–1893: Wohnhaus Valentin Weisbach, Berlin-Tiergarten
- 1892–1915: Landhaus für Alfred Messels Bruder Ludwig Messel, in Nymans, Haywards Heath, England
- 1892–1893: Wohn- und Atelierhaus, Berlin-Schöneberg, Kurfürstenstraße
- 1893–1894: Wohn- und Geschäftshaus, Berlin-Mitte, Krausenstraße
- 1894: Warenhaus Wertheim, Berlin-Kreuzberg, Oranienstraße
- 1894–1895: Wohnhaus, Tauentzienstraße 14 (2005 abgerissen)
- 1894–1899: Thronsaal der Deutschen Botschaft in Rom, Palazzo Caffarelli
- 1895–1897: Wohnanlage, Berlin-Charlottenburg, Eschenallee (1967 abgerissen)
- 1896–1897: Warenhaus, Berlin-Mitte, Wertheim Leipziger Straße, 1. Erweiterung 1899–1900, 2. Erweiterung 1903–1906 (3. Erweiterung von Heinrich Schweitzer 1911–1912, 4. Erweiterung von Eugen Schmohl und Paul Kolb 1926–1927, vgl. Artikeltext)
- 1898–1899: Landhaus Braun (Harden), Berlin-Grunewald
- 1898–1899: Landhaus Dotti, Berlin-Grunewald
- 1898–1899: Wohnhaus Arons, Berlin-Mitte, Behrenstraße 6
- 1900: Wohnhaus Felix Simon, Berlin-Tiergarten, Matthäikirchstraße 31 (zerstört)
- 1901–1902: Palais Cohn-Oppenheim, Dessau (ab 1910 Landesmuseum, zerstört)
- 1902–1904: Wohnhaus für Eduard Simon, Berlin-Tiergarten, Victoriastraße 7 (zerstört)
- 1904–1905: Landhaus Hasenheide, Bernau
- 1905–1906: AEG-Hauptverwaltung, Berlin-Mitte, Friedrich-Karl-Ufer 2/4 – heute Kapelle-Ufer (zerstört)
- 1905–1906: Kunsthaus Schulte, Berlin-Mitte, Unter den Linden
- 1906–1907: Wohnhaus Kretzer, Berlin-Tiergarten, Bendlerstraße
- 1906–1907: Hauptgebäude der Nationalbank für Deutschland AG, Berlin-Mitte, Behrenstraße 68/69 (zerstört)
- 1907–1908: Villa Schöne, Berlin-Grunewald, Wangenheimstraße (1971 abgerissen)
- 1907–1909: Brommybrücke in Berlin

## Ehrungen
- Bei der Anlage des Essener Moltkeviertels ab 1908 wurde eine Straße nach ihm benannt. In Brandenburg an der Havel existiert seit 1945 ein Alfred-Messel-Platz. Zudem wurde der Messelpark, der sich in Berlin-Schmargendorf und Berlin-Dahlem befindet, nach ihm benannt.[13] In Darmstadt gibt es seit 1965 den Alfred-Messel-Weg am Karlshof
- Zu seinem 100. Todestag zeigten die Kunstbibliothek/SMB und das Architekturmuseum der Technischen Universität Berlin vom 4. November 2009 bis 7. Februar 2010 die Ausstellung Alfred Messel (1853–1909) – Visionär der Großstadt in den Ausstellungshallen Kulturforum Potsdamer Platz. Bei der Eröffnung der Ausstellung am 3. November 2009, sprachen Michael Eissenhauer, Generaldirektor der Staatlichen Museen zu Berlin, Kurt Kutzler, Präsident der Technischen Universität Berlin, Moritz Wullen, Direktor der Kunstbibliothek, und Hans-Dieter Nägelke, Leiter des Architekturmuseums der Technischen Universität Berlin.[14]
- Wegbereiter der Moderne war das Thema eines Alfred Messel–Colloquiums anlässlich seines 100. Todestages am 24. April 2009, das das Architekturmuseum der TU Berlin in Zusammenarbeit mit der Kunstbibliothek der Staatlichen Museen zu Berlin in der provisorischen Schinkelschen Bauakademie am Schinkelplatz 1 veranstalteten.[15]
- Der Bildhauer Georg Wrba schuf ein Porträt von Messel als Hochrelief-Bronzemedaille, die von der Gießerei Poellath ausgeführt wurde.[16][17]
- Am 8. Juli 2023 wurde an seinem ehemaligen Wohnort, Berlin-Tiergarten, Bissingzeile 11, eine Berliner Gedenktafel enthüllt.